# Chalcopasta sinuata
Chalcopasta sinuata là một loài bướm đêm trong họ Noctuidae.